# كارل إلير (شخصية أعمال)
كارل إلير (بالإنجليزية: Karl Eller)‏ هو شخصية أعمال أمريكي، ولد في 20 يونيو 1928، وتوفي في 10 مارس 2019.